# Дуптун
Тиберій Юлій Дуптун Філоцезар Філоромеос Евсеб (*Tiberius Iulius Doiptounès Philocaesar Philoromaios Eusebes, д/н III ст.) — останній, точно встановлений цар Боспору. Правив у 470/474-491/500 роках.

## Життєпис
Походження достеменно невідоме: за різними версіями був сином царя Рескупоріда VIII або родичем царя Рескупоріда IX. Основні відомості про Дуптуна містяться в написі КБН 67. Напис було нанесено на мармурову плиту, яку було знайдено у 1887 р. в Керчі. Текст напису наступний: 
|  | «В добрий час. При царі Тіберії Юлії Дуптуні, благочестивому, другу цезаря та другу римлян, споруджена ця башта при єпарху Ісгудії та коміті Опадіні, завідувачу пінакіди, і при первенствуючому?... сині Сеавага і при попечителі? роботи... місяця Горпіея...» |

 Найбільші труднощі викликає датування напису. Довгий час вважалося, що напис датовано 699 роком боспорської ери т. б. приблизно 402 р. н.е. Цю дату у 1905 р. запропонував дослідник В.В. Латишев на основі здогадки існування малорозбірливої дати боспорської ери на плиті. Слід зазначити, що час після зупинення монетного карбування (342/343 р. н. е.), а особливо після гунського  нашестя (375 р. н. е.) історія Боспорського царства є малозрозумілою, як і імена та роки правління його царів. У 1998 р Ю.Виноградов, заново розглянувши напис, відніс її до 483 року, що збігається з останньою цифрою, запропонованої Міннзом. Таким чином, на сьогодні більша частина дослідників відносить період панування Дуптуна до 480-х років.
Початок походження на трон Дуптуна достеменно невідомо. Його походження пов'язують з поразками гуннів від германців та імператорських військ протягом 450-460-х років. У 469 році після поразок від остготів та римлян частина гуннів — утигури — рушили на схід й захопили Крим, завдавши поразки готам-тетраксінам. Історик Прокопій повідомляє, що, зіткнувшись в східному Криму з готами, утигури відтіснили їх частково в Кримські гори, частково в Прикубання. До 474 р. н. е.  європейська частину Боспорського царства було звільнено, при цьому було повалено готського царя  — Гадигеза. В цей же час (середина 470 рр. н. е. ) ймовірно,  трон Дуптун. Останній з огляду на гунське походження його імені міг бупи гунським аристократом, одруженим з представницею занепалої династії Тиберіїв Юліїв (Савроматів). Втім можливо він був сином гунського королевича або принцеси від боспорського аристократа (аристократки).
Дуптун був прихильником союзу зі Східної Римською імперією, про що свідчить відродження старовинної титулатури перших представників династії Тиберіїв Юліїв. Незважаючи на область, яку він контролював, охоплював східну частину Керченського півострова (від міста Кіммерік) та Таманський півострів до міста Бата (в області сучасного Новоросійську в Росії), цар Боспору домігся за підтримки гуннів миру з готами, що діяли на Прикубанні. Водночас зберігав мир з іншими сусідніми варварами. Нове відродження Боспорського царства відбулося завдяки перетворення на посередника між гунами, готами та Східною Римською (Візантійською) імперією. Основними видами експортами були хутра, раби і зерно.
Разом з тим Дуптун не зміг відновити межі Пантікапею, про свідчить основний напис щодо цього царя, який споруджив вежу в рамках оборонної системи, ближче до Керченської протоки. Втім торгівлельні, культурні контакти з Константинополем посилюються. Ознакою часткового відродження є спорудження численних церков і базилік в Пантікапеї та Тірітакі. Водночас в часи цього царя посилюється вплив боспорської традиційної знаті.
Час завершення правління Дуптуна достеменно невідомий. Ймовірно, він коливається від 490 до 500 року н.е.

## Спадкоємці
Після його смерті імена царів невідомі. Висувається теорія, що з огляду на маленький розмір держави та значний вплив знаті та духівництва, які правили в окремих містах та поселеннях, тут утворилося своєрідне регентство або аристократичне (олігархічне правління)  на чолі з архонтом або очільником був єпископ Пантікапею під гуннським протекторатом. Ця теорія пов'язана з тим, що наступним правителем Боспору був утигур Грод, що мав титул архонта.